# Барышев, Николай Васильевич
Николай Васильевич Барышев (1880‒1940) - государственный и партийный деятель СССР, участник трёх революций.

## Биография
Николай Васильевич Барышев родился в деревне Гритово Бронницкого уезда Московской губернии, в зажиточной крестьянской семье. Родители Николая Васильевич умерли когда ему было два года, после чего он был отдан на воспитание в чужую семью. В раннем возрасте Николаю пришлось начать работать. В возрасте 10-11 лет он работал на гильзовой фабрике, потом уехал в Москву. Там обучался слесарному делу.
В 1902 году Николай Барышев в период работы на кондитерской фабрике «Реноме» вступил в нелегальный социал-демократический кружок и стал большевиком. В 1904 году он сам организовал политический кружок, но накануне первого собрания был арестован и  приговорён к шестимесячному заключению, отбывал срок в Подольской тюрьме. Был освобождён  октябре 1905 года; Н. В. Барышев пешком прошел около 40 вёрст до Москвы, чтобы принять участие в проходившей тогда всеобщей политической стачке.
Большевики фабрики «Реноме», куда вернулся Н. В. Барышев, направили его своим представителем в Бутырский районный комитет партии. Принимал активное участие в восстании в декабре 1905 года в Москве. После этого ему пришлось перейти на нелегальное положение; работал в большевицкой военной организации.
В 1910 г. за участие в восстановлении Московской большевистской организации Н.В. Барышев осуждён и заключён в тюрьму; в апреле 1911 года он был выслан на три года в Вологодскую губернию.
После ссылки Николай Васильевич возвращается в Петроград, работает слесарем на завод «Новый Лесснер». Менее чем через два года Барышев был уволен за участие в стачке, затем работал на заводе Пузырева, в ноябре 1916 года перешел на завод «Экваль».
После Февральской буржуазно-демократической революции 1917 Барышев Николай Васильевич организовал партийные коллективы двух заводов «Экваль» и «Струк» (ныне завод «Ильич»); был избран членом Петроградского совета, работал членом районной управы Выборгской стороны, принимал непосредственное участие в организации боевых рабочих дружин. 
Участник Октябрьской революции 1917 года в Петрограде. С 1918 занимается административно-хозяйственной работой; с 1932 года пенсионер.